# Microdipoena gongi
Espèce
Synonymes
- Mysmenella gongi Yin, Peng & Bao, 2004

Microdipoena gongi est une espèce d'araignées aranéomorphes de la famille des Mysmenidae.

## Distribution
Cette espèce est endémique du Hunan en Chine,. Elle se rencontre dans le xian de Dao et le district de Yuelu.

## Description
Le mâle décrit par Lin et Li en 2008 mesure 1,03 mm et la femelle 1,29 mm, les mâles mesurent de 1,03 à 1,12 mm et les femelles de 1,18 à 1,32 mm.
Le mâle décrit par Zhang et Lin en 2023 mesure 0,98 mm et la femelle 1,37 mm.

## Systématique et taxinomie
Cette espèce a été décrite sous le protonyme Mysmenella gongi par Yin, Peng et Bao en 2004. Elle est placée dans le genre Microdipoena par Lopardo et Hormiga en 2015.

## Étymologie
Cette espèce est nommée en l'honneur de Lian-su Gong.

## Publication originale
- Yin, Peng & Bao, 2004 : « A new species of the genus Mysmenella from China (Araneae, Mysmenidae). » Acta Zootaxonomica Sinica, vol. 29, no 1, p. 80-82.